# Тайная жизнь домашних животных
«Та́йная жизнь дома́шних живо́тных» (англ. The Secret Life of Pets) — американская анимационная комедия в 3D от студии Illumination. Премьера в США состоялась 8 июля 2016 года; дистрибьютор — компания Universal Pictures. Премьера в СНГ (не во всём) — 18 августа 2016 года.

Российский слоган:
Думаете, они ждут вас у порога весь день?

## Сюжет
Действие мультфильма происходит в квартире на Манхэттене. Джек-рассел-терьер Макс — избалованный жизнью домашний пёс, у него есть заботливая хозяйка Кэти и живущие по соседству друзья: померанский шпиц Гиджет, кошка Хлоя, мопс Мэл, такса Бадди и попугайчик Горошек. Однажды Кэти приводит домой из приюта огромного мохнатого ньюфаундленда по имени Дюк. Когда хозяйка начинает уделять новому гостю больше внимания, в душе Макса затаивается ревность. Устав от снисходительного отношения Макса, Дюк обманом утаскивает Макса в глубь города, где на них нападают уличные кошки. После атаки Макс и Дюк остаются без ошейников, из-за чего их обоих хватают ловцы животных. Дюк боится, что если он снова окажется в приюте, то его усыпят. Но вскоре их спасает белый кролик Снежок, глава подпольного движения брошенных домашних животных, которого собаки убеждают, что они тоже обозлённые, брошенные питомцы.
Снежок приводит Макса и Дюка в канализацию, где находятся его единомышленники — брошенные или пострадавшие от людей животные. Всех их объединяет одно — ненависть к людям. Веря, что Макс и Дюк тоже их ненавидят, они приглашают их присоединиться к команде. Они должны пройти обряд посвящения, который включает в себя укус однозубой гадюки. В последний момент Макса и Дюка разоблачают их знакомые уличные кошки, зашедшие на огонёк. В результате неразберихи они случайно убивают змею, из-за чего Снежок и компания приходят в неистовство. В результате погони, Макса и Дюка сточными водами смывает в Бруклинскую гавань. Снежок решает во что бы то ни стало отомстить им и отправляется следом за ними.
В это время Гиджет, влюблённая в Макса, узнаёт о его пропаже, и тоже отправляется на поиски. Она освобождает ястреба Тиберия (который путём обмана чуть не съел Гиджет), чтобы он его отыскал. Будучи пойманным парочкой, один из уличных котов, сфинкс Озоун, направляет их в канализацию. Все друзья Макса вместе с Тиберием отправляются ему на выручку, прихватив с собой старого бассет-хаунда Попса, «хозяина города». Они приходят за помощью к Снежку, который, поняв, что это друзья его врагов, устраивает и на них облаву. Всем удаётся сбежать, кроме морской свинки Нормана, который попадает в заложники.
Работая сообща в побеге от ловцов собак и подручных кролика Снежка, Макс и Дюк начали видеть более позитивную сторону в обществе друг друга. Они совершают набег на фабрику по производству сосисок, наедаются ими до отвала, и Дюк рассказывает Максу о своём прошлом хозяине по имени Фред, который проживал в Бруклине. Фред приютил Дюка, когда тот был ещё щенком, и растил его в любви и заботе, но однажды, когда Дюк выбежал из дома, погнавшись за бабочкой, он потерялся и был пойман собаколовами, а Фред не забрал его из приюта. Хоть Дюк не уверен, будет ли хозяин рад видеть его вновь, Макс убеждает его, что Фред будет счастлив, и вместе с Дюком отправляется на его поиски. Они приезжают в старый дом Дюка, но узнают от живущего там кота Реджинальда, что Фред уже умер. Убитый горем и разозлённый, Дюк обвиняет Макса в попытке избавиться от него, и лает на новых хозяев дома. Те принимают его за бездомного, и Дюк вновь оказывается у ловцов животных.
Макс бежит за грузовиком, чтобы освободить друга, но его преследует Снежок и несколько членов его команды, которых вскоре сажают в грузовик вместе с Дюком. Макс и Снежок объединяются для спасения товарищей. Они гонятся за грузовиком ловцов собак на автобусе и переворачивают его на Бруклинском мосту, создав затор. Появляются остальные члены команды Снежка, и, не зная о сотрудничестве пса и кролика, пытаются убить Макса прямо на мосту, но тут ему на помощь приходят друзья во главе с Гиджет.
Грузовик, упав с моста, повис на лесах, и все сидящие там животные успевают выпрыгнуть, кроме Дюка, запертого в клетке. Грузовик падает в Ист-Ривер с Дюком и Максом внутри. Макс пытается раскрыть клетку Дюка, но ключи уносит река. Снежок прыгает с моста в воду, чтобы вручить Максу запасные ключи. Дюк спасён, и все выплывают на поверхность, пока грузовик идёт ко дну.
Взяв такси, все питомцы возвращаются домой к хозяевам. Макс признаётся Гиджет в любви, и та отвечает ему взаимностью. Снежок позволяет маленькой девочке приютить себя, а члены его команды возвращаются назад в канализацию. А Макс и Дюк наконец-то воссоединяются с Кэти, успев стать настоящими друзьями.
В сцене перед титрами Снежок приглашает Мэла и Бадди на вечеринку, которую устраивает обожающий рок пудель по имени Леонард. Однако она немедленно прерывается с появлением хозяина. И хотя Леонард старается сделать так, чтобы хозяин ничего не заподозрил, внезапно на пол падает люстра со свином Татухом, одним из банды Снежка.

## Производство
Первая информация о фильме появилась 24 января 2014 года. В этот день Луис Си Кей, Эрик Стоунстрит и Кевин Харт взялись за озвучивание главных героев.
16 июня 2014 года к ним присоединились Альберт Брукс, Ганнибал Бёресс, Бобби Мойнахан, Лейк Белл и Элли Кемпер.
16 апреля 2015 года дата премьеры была перенесена с 12 февраля 2016 года на 8 июля 2016 года.

## Роли озвучивали
- Луис Си Кей — джек-рассел-терьер Макс
- Эрик Стоунстрит — ньюфаундленд Дюк
- Элли Кемпер — Кэти, хозяйка Макса и Дюка
- Бобби Мойнахан — мопс Мэл
- Лейк Белл — кошка Хлоя
- Кевин Харт — кролик Снежок
- Дженни Слейт — девочка-шпиц Гиджет
- Хэннибал Бёресс — такса Бадди
- Альберт Брукс — ястреб Тиберий
- Дэна Карви — бассет-хаунд Попс
- Стив Куган — кот-сфинкс Озоун
- Джесс Харнелл — второстепенные персонажи

## Музыка и саундтрек
Оригинальный саундтрек для фильма был составлен Александром Деспла. Саундтрек был выпущен 1 июля 2016 года Back Lot Music. Вся музыка написана Александром Депла, кроме «We Go Together» от The Sausage Factory Singers.
| №                   | Название                                         | Длительность |
| ------------------- | ------------------------------------------------ | ------------ |
| 1.                  | «Meet the Pets»                                  | 2:37         |
| 2.                  | «Katie's Leaving»                                | 0:55         |
| 3.                  | «Meet Duke»                                      | 3:36         |
| 4.                  | «Fetch Me a Stick»                               | 3:09         |
| 5.                  | «Telenovela Squirrels»                           | 1:24         |
| 6.                  | «Hijack!»                                        | 2:00         |
| 7.                  | «Gidget Meets Tiberius»                          | 4:56         |
| 8.                  | «Initiation Time»                                | 1:01         |
| 9.                  | «Rooftop Route»                                  | 1:27         |
| 10.                 | «The Viper»                                      | 1:49         |
| 11.                 | «You Have an Owner?»                             | 3:04         |
| 12.                 | «Good Morning Max»                               | 1:21         |
| 13.                 | «Sewer Chase»                                    | 1:09         |
| 14.                 | «Who's With Me?»                                 | 1:21         |
| 15.                 | «Me Like What Me See»                            | 0:54         |
| 16.                 | «Traveling Bossa»                                | 1:56         |
| 17.                 | «Flushed Out To Brooklyn»                        | 2:47         |
| 18.                 | «Sausages!»                                      | 1:13         |
| 19.                 | «Duke's Old House / Captured»                    | 3:03         |
| 20.                 | «Brooklyn Bridge Showdown»                       | 2:34         |
| 21.                 | «Rescuing Duke»                                  | 2:46         |
| 22.                 | «Wet But Handsome / Blue Taxi»                   | 1:24         |
| 23.                 | «Max and Gidget»                                 | 1:36         |
| 24.                 | «Welcome Home»                                   | 1:57         |
| 25.                 | «We Go Together» (изначально из мюзикла Бриолин) | 1:24         |
| Общая длительность: | Общая длительность:                              | 51:31        |

Кроме оригинальной музыки, в мультфильме присутствовали лицензированные композиции:
| №   | Название                          | Автор(ы)                                | Длительность |
| --- | --------------------------------- | --------------------------------------- | ------------ |
| 1.  | «Party Hard»                      | Andrew W.K.                             | 3:03         |
| 2.  | «No Sleep Till Brooklyn»          | Beastie Boys                            | 4:07         |
| 3.  | «Lovely Day»                      | Билл Уизерс                             | 4:17         |
| 4.  | «We Go Together»                  | Джим Джейкобс, Уоррен Кэйси             | 2:59         |
| 5.  | «Spring from the Four Seasons»    | Antonio Vivaldi, Lumiere String Quartet | 1:32         |
| 6.  | «Good Day»                        | Nappy Roots                             | 3:39         |
| 7.  | «Stayin' Alive»                   | N-Trance                                | 4:02         |
| 8.  | «Happy»                           | Фаррелл Уильямс                         | 3:53         |
| 9.  | «You're My Best Friend»           | Queen                                   | 2:53         |
| 10. | «Life After the End of the World» | Ringworm                                | 2:09         |
| 11. | «Bounce»                          | System of a Down                        | 1:54         |
| 12. | «Welcome to New York»             | Тейлор Свифт                            | 3:30         |

## Критика
В целом мультфильм получил положительные оценки от кинокритиков. На сайте Rotten Tomatoes картина имеет 75 % на основе 189 рецензий со средним баллом 6,2/10. На IMDb фильм получил рейтинг 6,7, на КиноПоиске рейтинг составляет 6,93.

## Сиквел
В августе 2016 года появилась информация о выходе продолжения мультфильма. Изначальная дата выхода — 13 июля 2018 года. Позже дата выхода была отсрочена до 30 мая 2019 года.
- Режиссёры — Крис Рено,
- Авторы сценария — Брайан Линч[16]

Луис Си Кей больше не будет озвучивать джек-рассела Макса из-за того, что его обвинили и признали в ненадлежащем сексуальном поведении с пятью женщинами.